# کلیفورد کرولی
کلیفورد کرولی (انگلیسی: Clifford Crowley; ۱۳ ژوئن ۱۹۰۶ – ۲۷ آوریل ۱۹۴۸) بازیکن هاکی روی یخ اهل کانادا بود.